# Sint-Lutgardiskerk (Lutterzele)
De Sint-Lutgardiskerk is een rooms-katholiek kerkgebouw in de tot de Oost-Vlaamse gemeente Dendermonde behorende plaats Sint-Gillis-bij-Dendermonde, gelegen aan de Spoorwegstraat.

## Geschiedenis
In 1969 werd de wijk Lutterzele erkend als hulpparochie. In 1971 werd een kerk gebouwd die opgebouwd is uit materiaal dat afkomstig was van een gesloopte kloosterkapel uit Berlare, waaronder bakstenen en enkele neogotische glas-in-loodramen.

## Gebouw
Het is een sobere en lage zaalkerk met plat dak en laag schilddak. De open klokkentoren is vervaardigd uit spoorrails en getooid met een eenvoudig kruis.
In de tuin bij de kerk bevindt zich een Mariagrot. De kerk bevindt zich aan de Volaardebeek.